# Szabó Kristóf
Szabó Kristóf (KristofLab; Győr, 1988 –) magyar képzőművész, médiaművész. 

## Pályája
A Magyar Képzőművészeti Egyetemen szerezt képgrafikus (2012), majd képzőművész-tanári diplomát (2013). 2011-ben Erasmus ösztöndíjjal Drezdában tanult (Hochschule für Bildende Künste Dresden). 2019 és 2020 között pedig a Budapest Art Mentor programban vett részt, ami Magyarország hiánypotló képzése.
Szabó Kristóf 2016 óta használja a KristofLab művésznevet, utalva a különböző művészeti ágakat ötvöző alkotói módszerére, amelyben képzőművészeti és médiaművészeti tevékenysége a legmeghatározóbb. Festészeti programja mellett grafikai, intermédia és fotóművészeti alkotásokat is létrehoz, ahol az installációk és videók vizuális és audio elemét is maga alkotja. Gyakran hoz    létre közös munkákat más alkotóművészekkel, amely projektekben az interdiszciplinaritás mellett a tudásmegosztás és a kreatív műhelymunka megvalósítása mozgatja leginkább. 2015 óta a társművészeti kooperációkkal kísérletező Ziggurat Project tagja, akikkel Magyarországon és külföldi helyszíneken rendszeresen dolgozik együtt, főként helyspecifikus, kísérleti előadások megvalósításában. KristofLab az állandó kísérletezés mellett kiterjedően kutatja, hogy a művészeti ágak és műfajok közötti határok hogyan számolhatók fel egy alkotói életművön belül.
KristofLab számára az analitikus eljárásmód nem merül ki a társadalmi jelenségeket érintő témák kutatásában, hanem a konkrét alkotói folyamatban is fontos szerepet szán neki, saját művei újraértelmező megfigyelésével. Művei kiindulópontjául fotói és videói szolgálnak, melyeket a városokban bolyongva és a természetet feltérképezve örökít meg. Az így készült „nyersanyagok” egyfajta memóriabankként funkcionálnak, amiket időről időre átalakít, csoportosít és végül egy sajátos, olykor utópisztikusnak is tűnő művészi koncepcióba tömörít. A környezet   megfigyeléséből születő anyagokat művei látványvilágában rétegekként helyezi egymásra, megváltoztatva ezzel a kiindulópont eredeti jelentését, és párbeszédbe hozva az első ránézésre egymástól távol álló tartalmakat, mint a természet, a nagyváros és a virtualitás. A változatosan két- és háromdimenziós alkotásokra rakódó digitális képhibák, tükröződések, fények és zajok a torzítással és a hibával kapcsolatos esztétikai kategóriákat hozzák játékba.          
Munkáival főként három meghatározó témát jár körül, melyeknek alapköve az ember: a társadalmi identitás, valamint a lakókörnyezet, ezeken keresztül pedig a civilizáció jelenlegi stádiuma. Az e fogalmak köré csoportosuló kérdésfelvetések meghatározó alapja a szociális érzékenység, a jelen életünk által generált problémákkal és jelenségekkel való aktív gondolkodás. Műveiben épp ezért olyan témákat ölel fel, mint az elidegenedés, az én-kép torzulása, vagy az ökológiai problémák.         
KristofLab munkássága koherens építkezésről tesz tanúbizonyságot. Sorozatainak témái egymásból táplálkoznak, szorosan összekapcsolódnak, gondolatainak kifejezése így az újabb alkotásokkal és műtárgy együttesekkel bővül és finomodik. A különböző művészeti ágakkal való kísérletezés is a téma körbejárása miatt fontos számára, hiszen egy-egy médium újabb rétegeket képes kifejezésre juttatni, így a néző végül egy átfogó képet kaphat a témáról. Helyspecifikus megoldásokban gondolkodik, ezért a kiállítótér vagy a performansz helyszínét egy sajátos világgá alakítja át, ahol a műtárgyak egybeolvadhatnak.

Cserhalmi Luca, esztéta
web - www.kristoflab.com - a GodotLabor Archiválva 2021. április 10-i dátummal a Wayback Machine-ben művésze 2020 óta.

## Válogatott önálló vagy páros kiállításai
| Év   | Kiállítás címe                                           | Helyszín                    | Város     |
| ---- | -------------------------------------------------------- | --------------------------- | --------- |
| 2021 | ERROR                                                    | G.I.C.A GodotLabor          | Budapest  |
| 2020 | Color of Structure                                       | Galéria IX és ByArt Galéria | Budapest  |
| 2020 | Concrete Questions / Konkrét kérdések (Csizik Balázzsal) | Hegyvidék Galéria           | Budapest  |
| 2019 | Our Home Place – KristofLab & Ziggurat Project           | Nástupište 1-12 Galéria     | Topoľčany |
| 2019 | KristofLab & Ziggurat Project: Fusions                   | SMart project, Trafó        | Budapest  |
| 2018 | BLOCK                                                    | K.A.S Galéria               | Budapest  |
| 2018 | Budapest Pixel                                           | Magyar Műhely Galéria       | Budapest  |

## Válogatott csoportos kiállításai
| Év   | Kiállítás címe                                                          | Helyszín                                  | Város             |
| ---- | ----------------------------------------------------------------------- | ----------------------------------------- | ----------------- |
| 2020 | LUX                                                                     | MAMŰ Galéria                              | Budapest          |
| 2020 | Art Market Budapest, Magyar Műhely Galéria                              | Milenáris Park                            | Budapest          |
| 2020 | G6 VI. Székelyföldi Grafikai Biennálé                                   | Transylvanian Art Centre                  | Sepsisszentgyörgy |
| 2020 | Kol-Labor                                                               | G.I.C.A. GodotLabor,                      | Budapest          |
| 2020 | Both Ways                                                               | Trieste Contemporanea                     | Trieszt           |
| 2020 | HOME - LoosenArt                                                        | Millepiani                                | Róma              |
| 2020 | What About Tomorrow                                                     | ART VEINE platform (online kiállítás)     | Rio de Janeiro    |
| 2020 | Művészet és Játék                                                       | MANK                                      | Szentendre        |
| 2019 | SETUP                                                                   | MAMŰ Galéria                              | Budapest          |
| 2019 | Art Market Budapest, Magyar Műhely Galéria                              | Milenáris Park                            | Budapest          |
| 2019 | Panel                                                                   | MODEM Modern és Kortárs Művészeti Központ | Debrecen          |
| 2019 | TRANS DUNA SALON                                                        | Die Labile Botschaft                      | Bécs              |
| 2019 | Spot                                                                    | Magyar Műhely Galéria                     | Budapest          |
| 2019 | Paradise City – a város öt olvasata                                     | Art Capital, Ámos Imre-Anna Margit Múzeum | Szentendre        |
| 2018 | ICIA – International Competition for Intermedia Artwork                 | Opcja Galéria                             | Krakkó            |
| 2018 | V4 Art Conects – V4 Art Connects: Structures / Illusions / Interactions | MIKVE és Várkert Bazár                    | Budapest          |
| 2018 | Mosom Kezeimet – Semmelweis 200, (Magyar Művészkönyvalkotók Társasága)  | Karinthy Szalon                           | Budapest          |
| 2018 | Együttműködésen Alapuló Művészeti Projektek – Arborétum                 | Ludwig Múzeum                             | Budapest          |
| 2017 | PX                                                                      | MAMŰ Galéria                              | Budapest          |
| 2017 | A Magyar Művészkönyvalkotók Társaságának kiállítása                     | Oliver Bonnin Galéria                     | Párizs            |
| 2017 | RGB                                                                     | MAMŰ Galéria                              | Budapest          |
| 2016 | GIF EXHIBITION                                                          | MAMŰ Galéria                              | Budapest          |
| 2015 | Eurasian Art Festival Konkuk                                            | Konkuk University Gallery                 | Szöul             |
| 2013 | Válság                                                                  | Európa Galéria                            | Brassó            |
| 2011 | Magyarok-Wengry, Jan Matejko Academy Of Fine Art in Krakow              | Academy Of Fine Art in Krakow             | Krakkó            |
| 2011 | Eastern European Printmakers Today                                      | Muskatstudios                             | Boston            |